# Halothamnus iranicus
Halothamnus iranicus es una especie de planta herbácea del género Halothamnus, que ahora está incluido en la familia Amaranthaceae, (anteriormente Chenopodiaceae). Es originaria de Asia.

## Descripción
Halothamnus iranicus  es un subarbusto que alcanza un tamaño de hasta 45 cm de alto y 100 cm de diámetro, con ramas de color verde azulado. Huele desagradablemente a mantequilla rancia. Las hojas son lineales a triangular-ovadas, y tienen hasta 11 mm de largo. Las flores están a 1-6 mm de distancia entre sí, con 3,2-4,2 mm de largo, más largas que sus brácteas y bractéolas, y con los tépalos oblongo-ovados. Los estigmas se estrechan hacia el ápice. El fruto es alado de 7-11 mm de diámetro. El tubo fruto es casi cilíndrico.

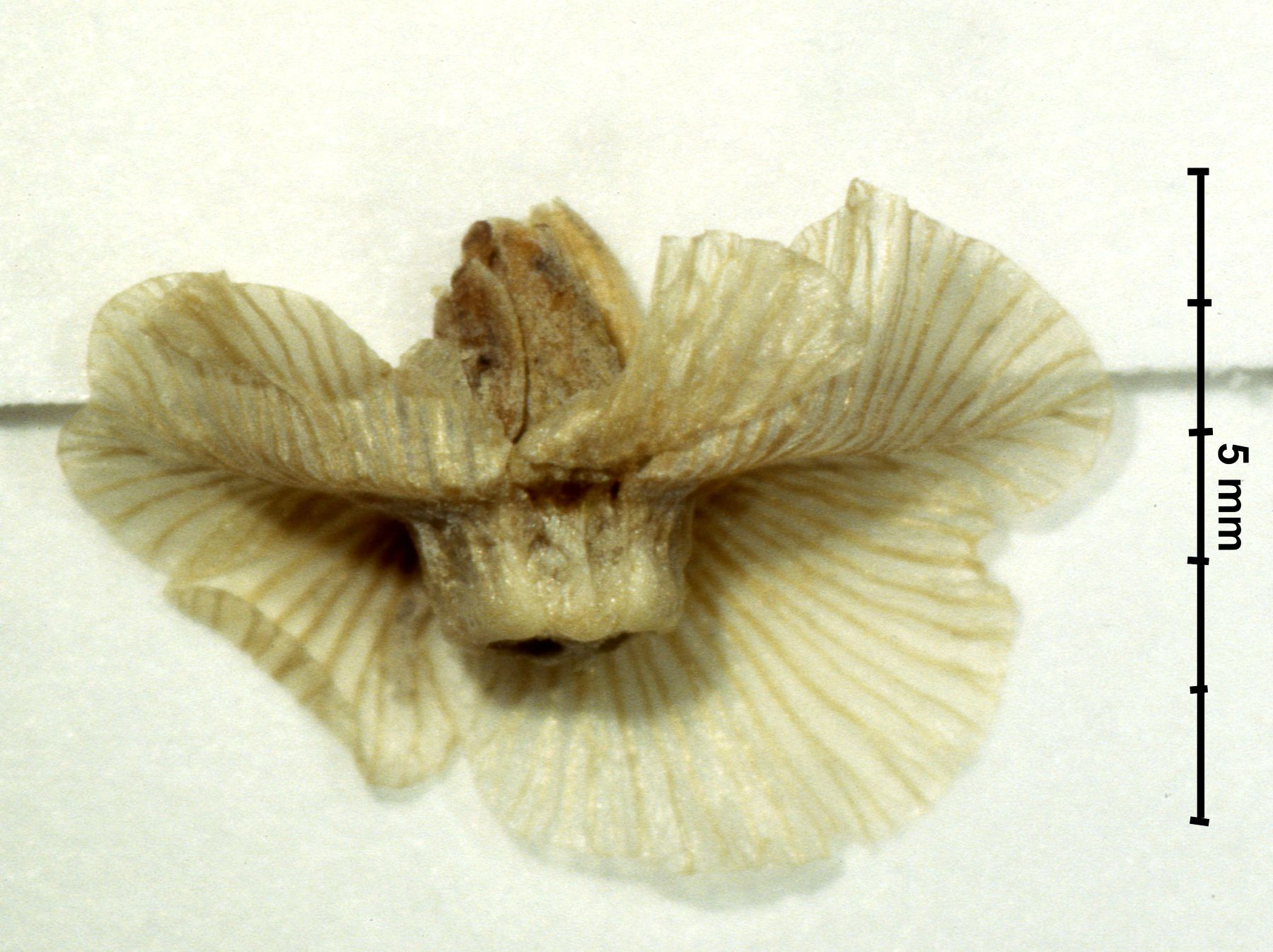
fruto (vista lateral)
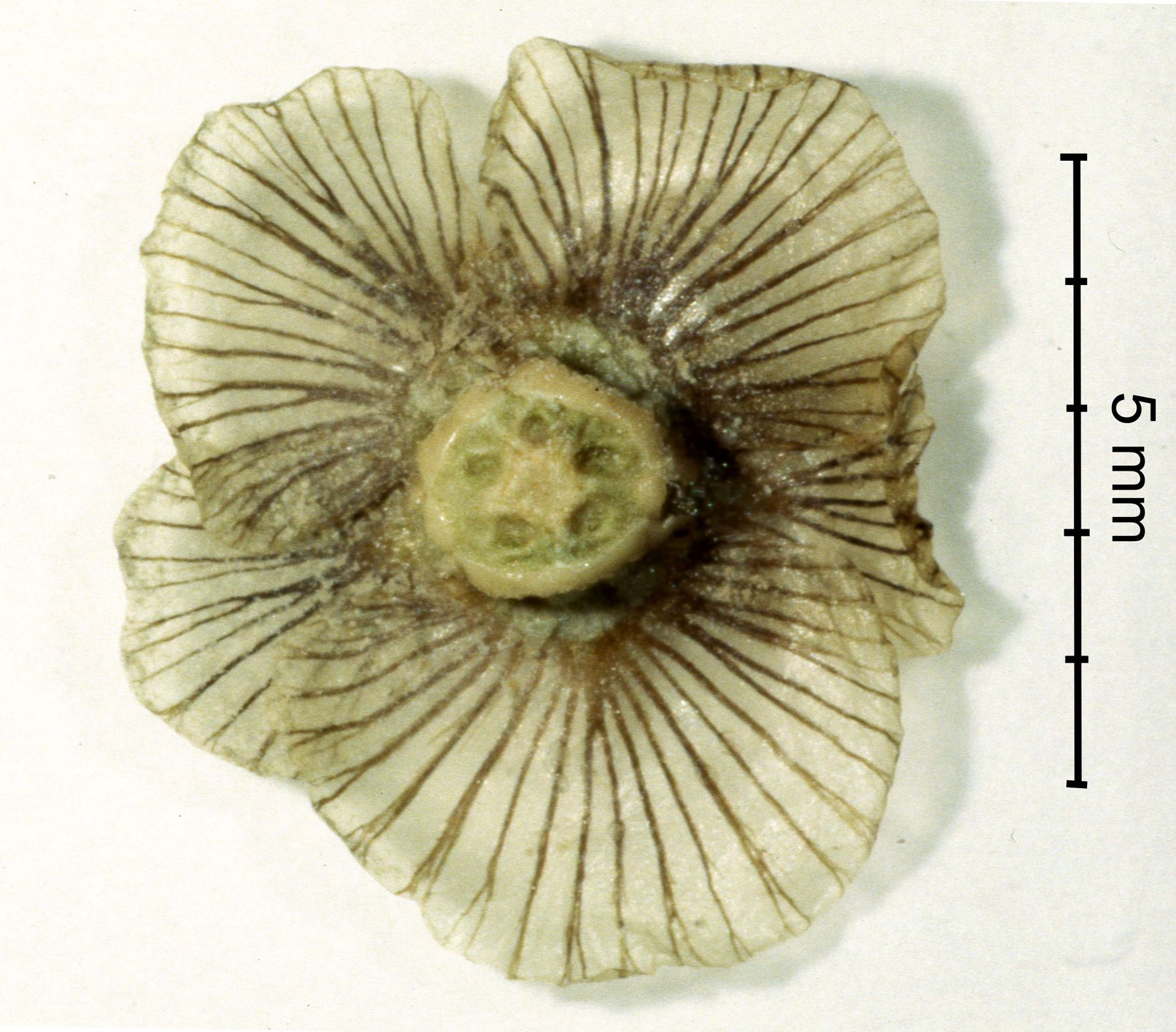
fruto (base)

## Distribución
Halothamnus iranicus es endémica del sur de Irán y del suroeste de Pakistán (Baluchistán). Crece en hábitats con un clima suave en invierno, sobre rocas, piedras, suelos salinos,  desde 0 hasta 930 m sobre el nivel del mar.

## Taxonomía
Halothamnus iranicus fue descrita por el botánico, explorador y taxónomo ruso, Victor Petrovič Botschantzev, y publicado en Botanicheskie Materialy Gerbariia Botanicheskogo Instituta imeni V. L. Komarova Akademii Nauk SSSR 18: 153, en el año 1981.
Etimología
Halothamnus: nombre genérico que deriva de las palabras griegas  ἅλς  (halo) = "salino" y θαμνος (thamnos) = "arbusto" lo que significa "arbusto de la sal", y se refiere tanto a los lugares de crecimiento a menudo salados, así como la acumulación de sal en las plantas.
iranicus: epíteto geográfico que alude a su localización en Irán.